# Djalma Santos
Dejalma Pereira Dias dos Santos (normalt bare kendt som Djalma Santos) (27. februar 1929 i São Paulo, Brasilien - 23. juli 2013) var en brasiliansk fodboldspiller, der blev verdensmester med det brasilianske landshold ved både VM i 1958 og VM i 1962. Han deltog også ved både VM i 1954 og VM i 1966.
Djalma Santos spillede på klubplan for Portuguesa, Palmeiras og Atlético Paranaense. Han blev i 2004 udvalgt til FIFA 100, en kåring af de 125 bedste nulevende fodboldspillere gennem historien.